# TE33A形ディーゼル機関車
TE33A形（ロシア語: ТЭ33А）は、GEトランスポーテーション・システム (GE) が独立国家共同体 (CIS) 諸国向けに製造する電気式ディーゼル機関車。GE側の形式名称はES44ACiである。

## 概要
ソビエト連邦時代に製造され、老朽化が進んでいた事に加え性能や環境対策の面でも難があった2TE10形ディーゼル機関車に代わる車両として開発が行われた形式。アメリカやカナダ、中国、ブラジルなど世界各国に導入が行われているエボリューション・シリーズの1つで、2009年にモスクワで開催された鉄道見本市の"Expo1520"で最初の車両が展示された。
車体は複数のモジュールを用い、旧ソ連の規格に基づき製造された両運転台構造で、走行路線の環境に合わせ低温や乾燥への対策が施されている。運転席の設計においては人間工学が用いられ遮音性も重視しており、運転室内部には長距離運転に備えトイレや冷蔵庫が設置可能となっている。連結器は旧ソ連時代から用いられているSA3形自動連結器である。
エンジンはエボリューション・シリーズで用いられている12気筒V字型4ストローク機関であるGEVO V12エンジンが用いられ、従来の2TE10形のエンジンと比べ粒子状物質を75％、窒素酸化物（Nox）も35％削減されるよう設計されている。更に試運転の結果、TE33A形は従来の2TE10M形と比較して燃料消費量の17％の削減が確認されている。このエンジンを用いてIGBT素子を用いた発電機を動かし、そこから供給された電力はかご形回転子を備えた非同期式主電動機に供給される。IGBT素子を用いる構造を採用した電気式ディーゼル機関車はCIS諸国向けとしては初の事例となる。これらの機器や3軸ボギー台車は自動診断システムによって管理されており、メンテナンスにかかる費用が大幅に削減されている。
車両はアメリカ合衆国・ペンシルベニア州エリーで作られた最初の10両を除き、カザフスタンの首都・アスタナ（旧・ヌルスルタン）に建設された工場で製造される。工場はこのTE33A形製造に際して設立されたJSCロコモティブが所有する。
なお、貨物用に加え最高速度を160 km/hに向上させた旅客仕様も開発され、カザフスタンなどに導入されている。

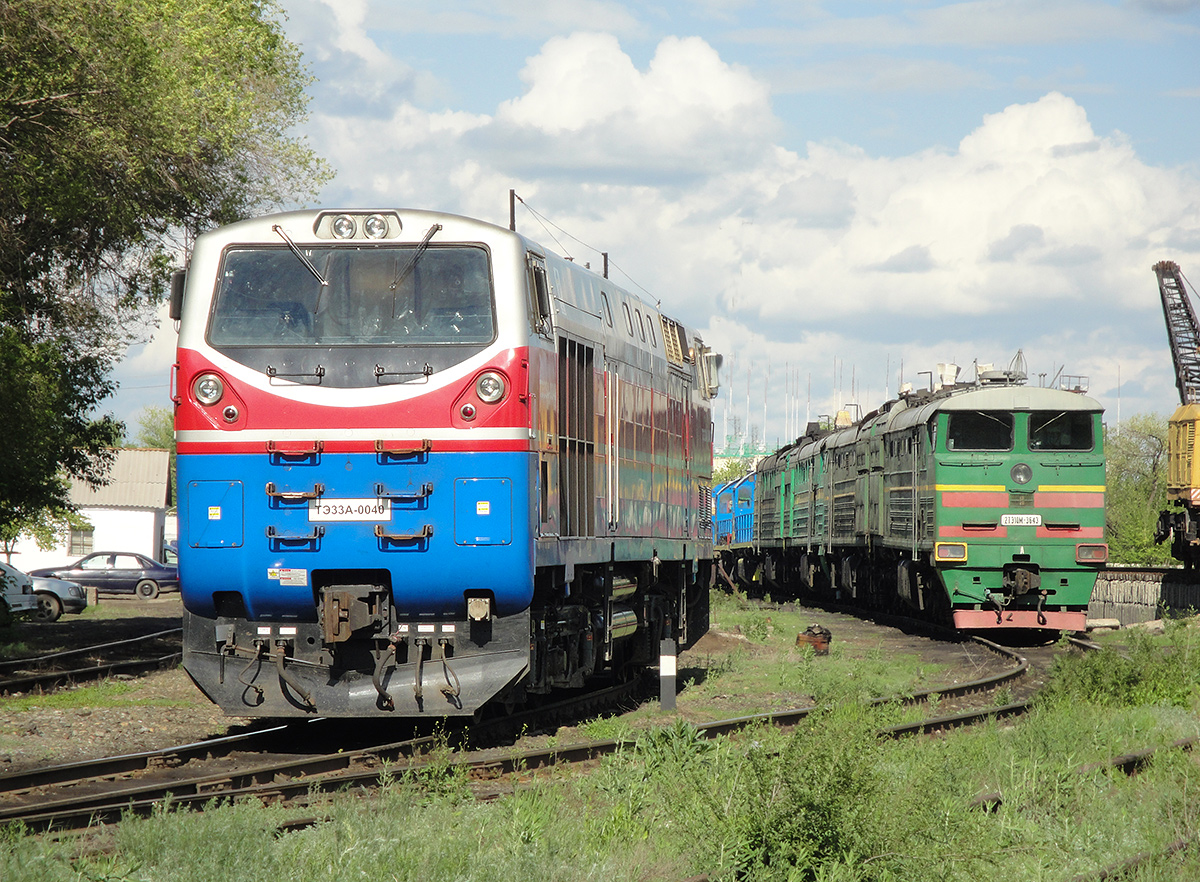
置き換え対象の2TE10M形と並ぶTE33A形
- 運転室からの前面車窓（動画）

## 運用
2009年に最初の車両が導入されて以降、2019年現在以下の鉄道企業体や専用鉄道に導入、もしくは導入予定となっている。
- カザフスタン鉄道[1][2][3][6]
- キルギス鉄道[5]
- ウランバートル鉄道[5]
- タジク鉄道[5]
- トルクメニスタン鉄道[5]
- アゼルバイジャン鉄道[5]
- イヴァーノ＝フランキーウシクセメント工場専用鉄道（ウクライナ語版）[7]、ウクライナ鉄道[8]
- モルドバ国鉄（2020年以降導入予定）[9]

上記以外にエストニア国鉄も2013年にES33A形15両を導入する契約を結んでいたが、2015年にキャンセルされた。

## ギャラリー

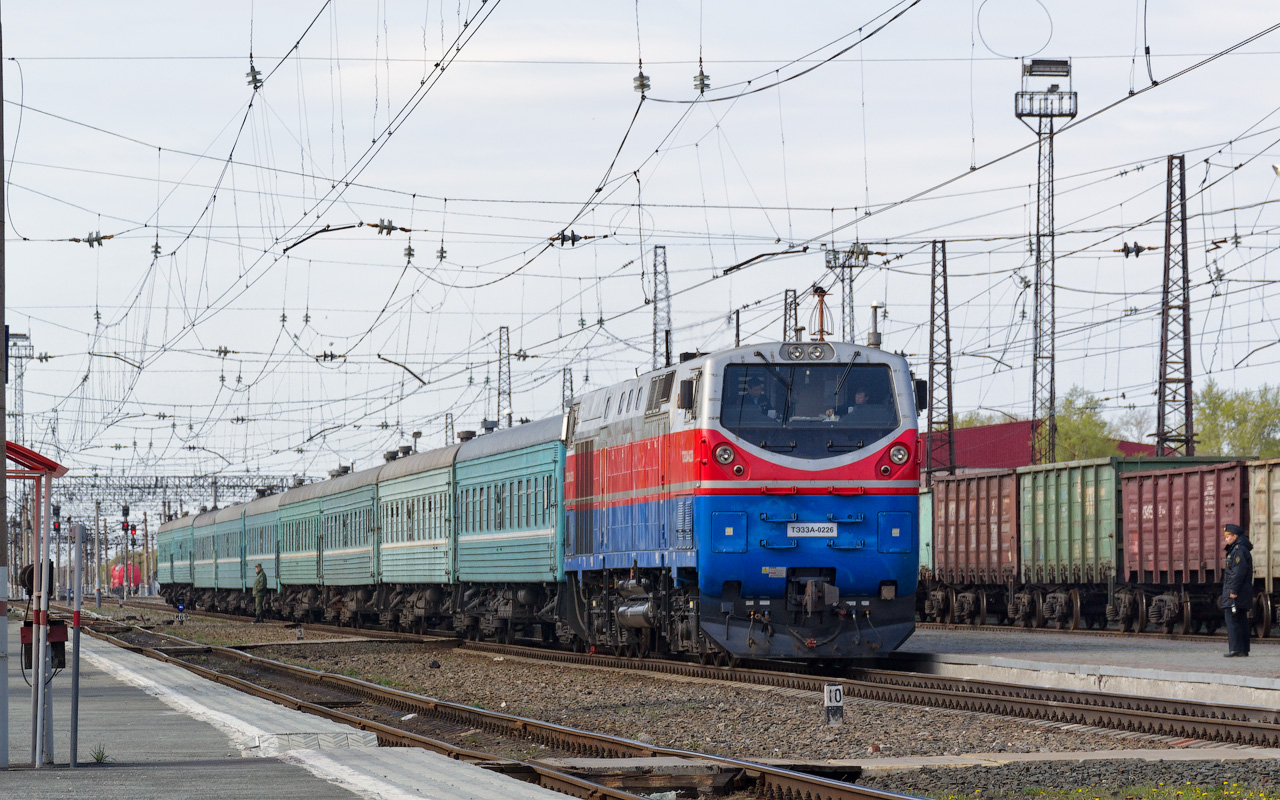
カザフスタン鉄道（2016年撮影）
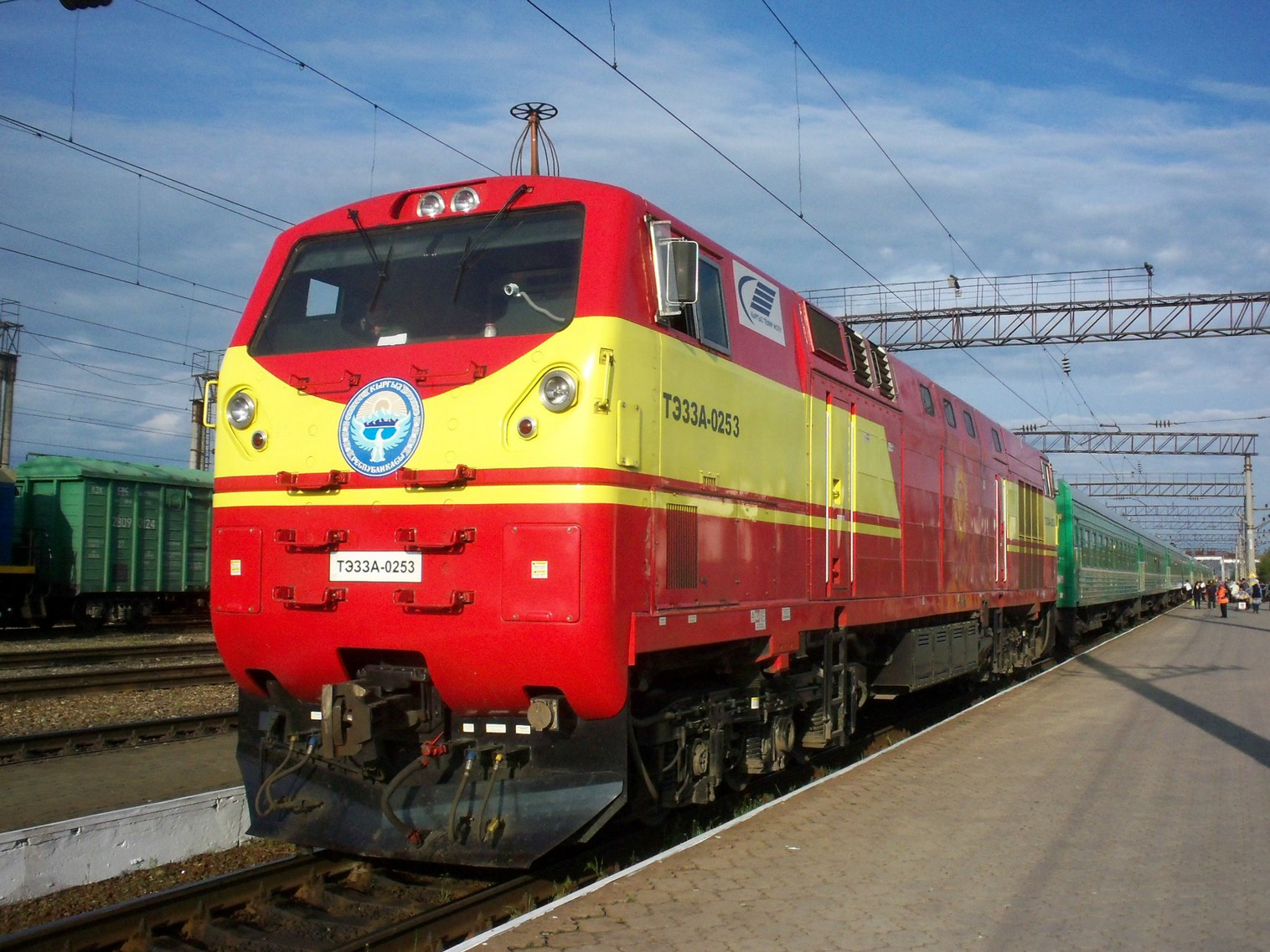
キルギス鉄道（2016年撮影）
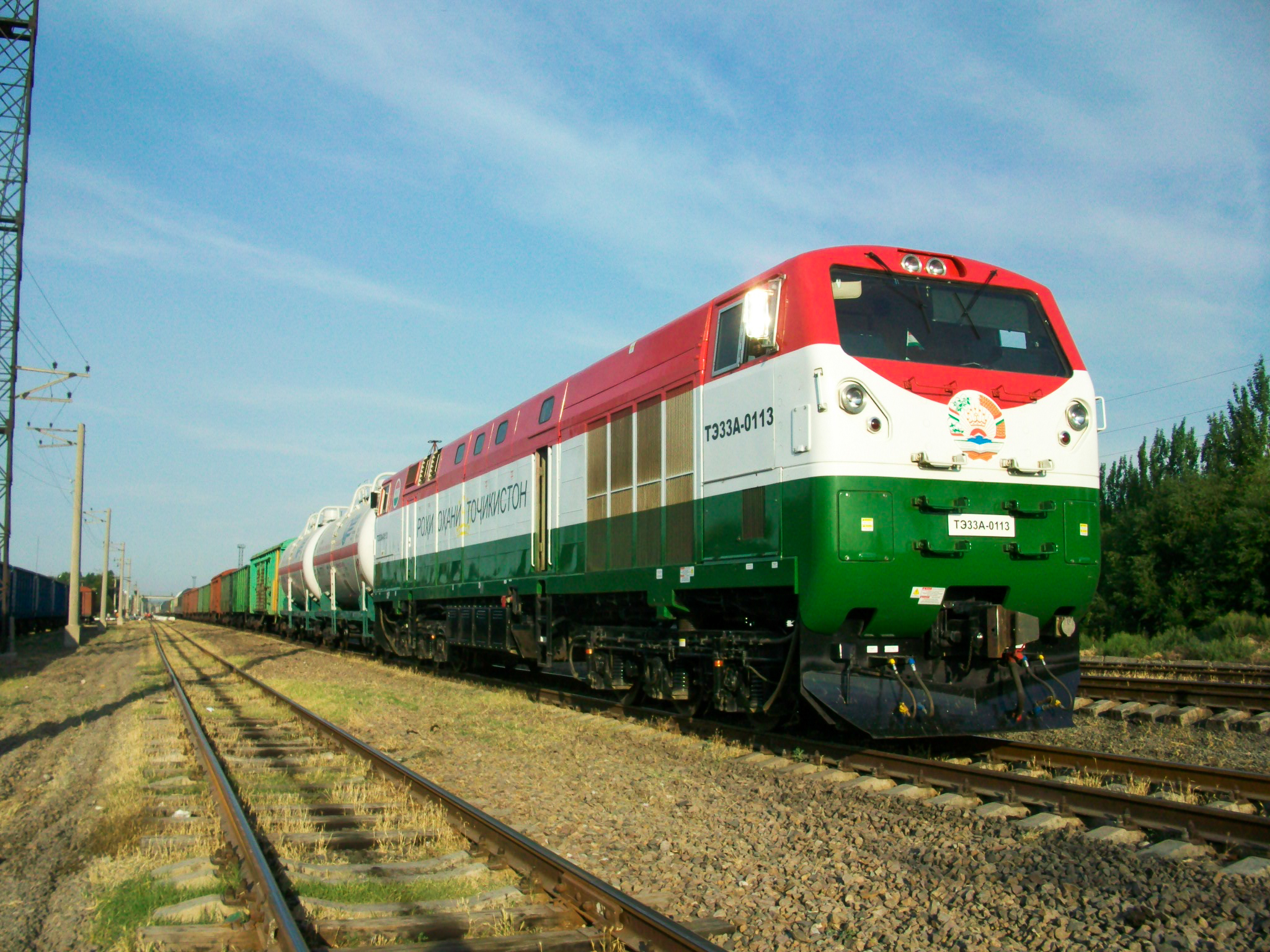
タジク鉄道（2014年撮影）
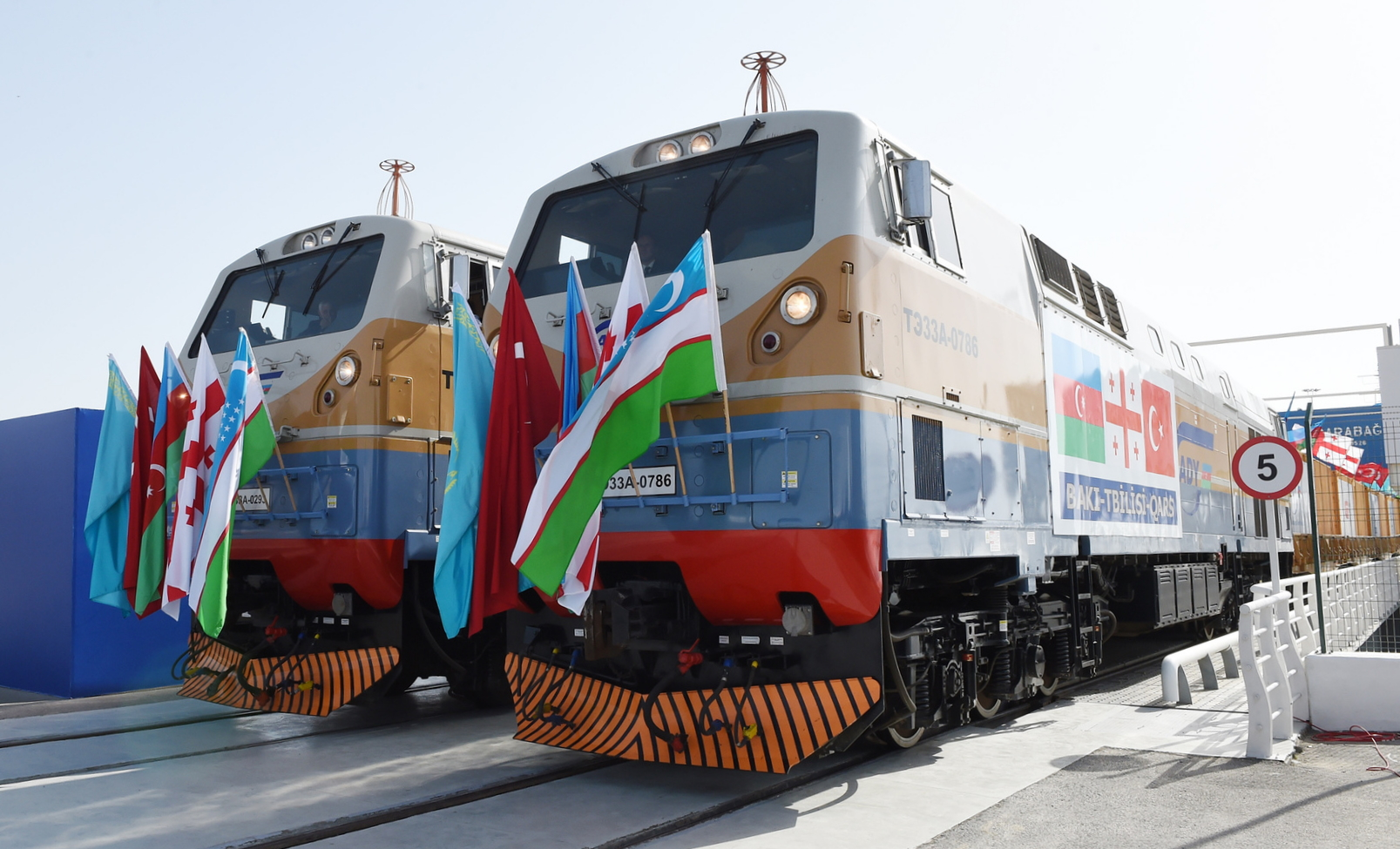
アゼルバイジャン鉄道（2017年撮影）
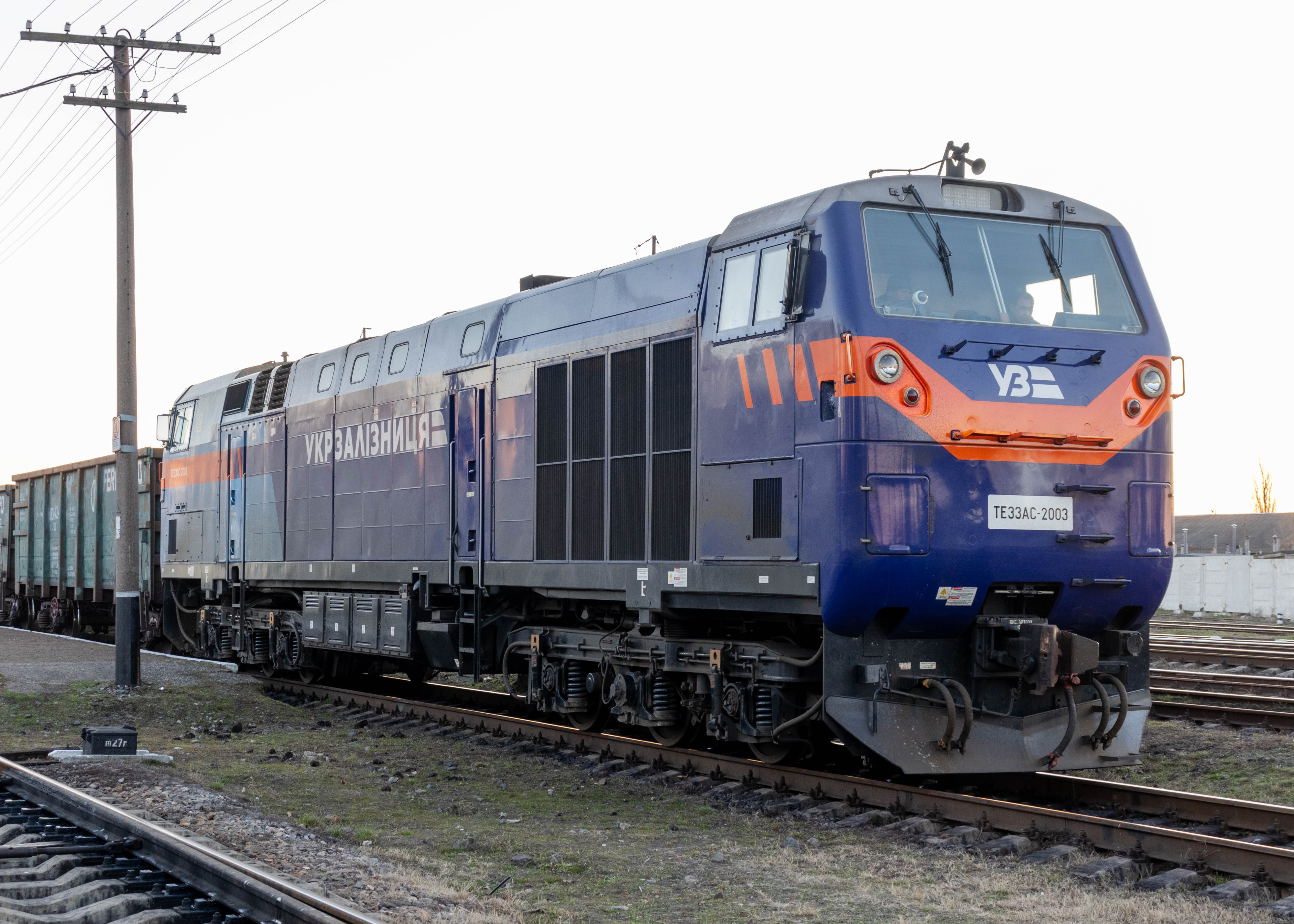
ウクライナ鉄道（2022年撮影）
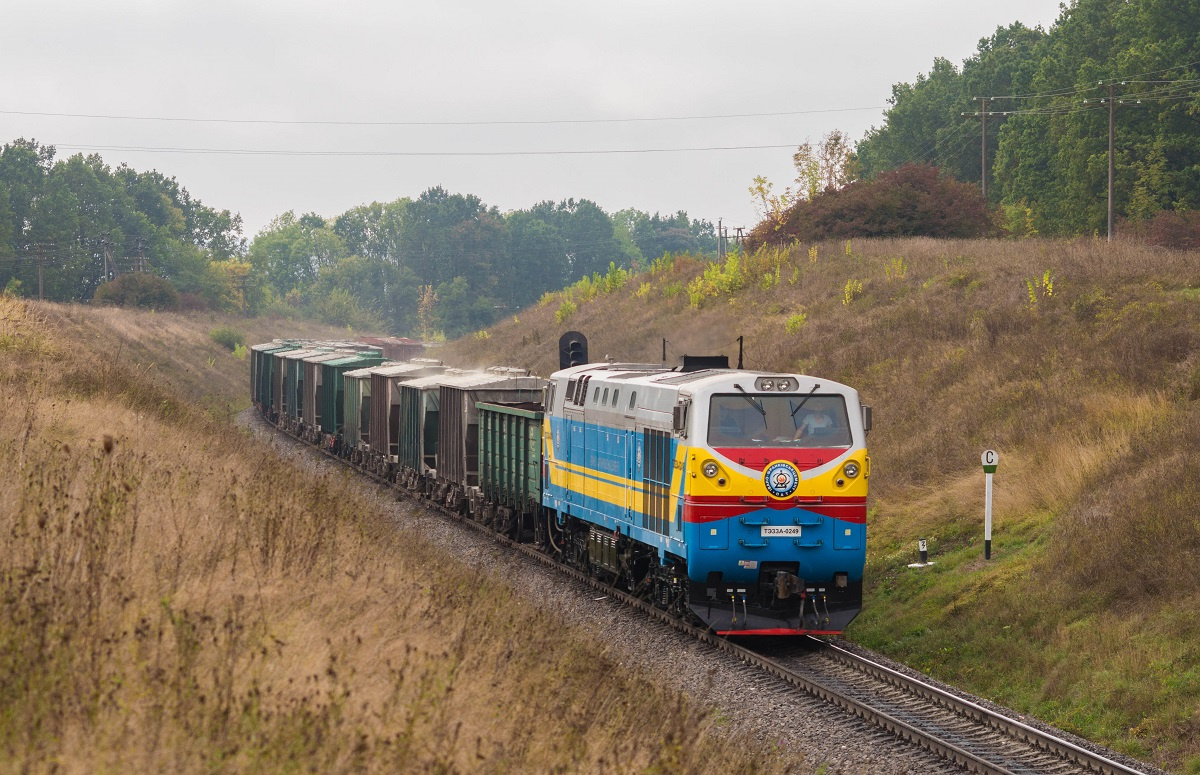
イヴァーノ＝フランキーウシクセメント工場専用鉄道（ウクライナ語版）（2017年撮影）